# Ritratti di Johann Sebastian Bach
Esistono molti ritratti di Johann Sebastian Bach giunti sino a noi, ma per la maggior parte di essi si pongono diversi dubbi di autenticità. Di seguito i principali ritratti del compositore.

## Haussmann, 1746

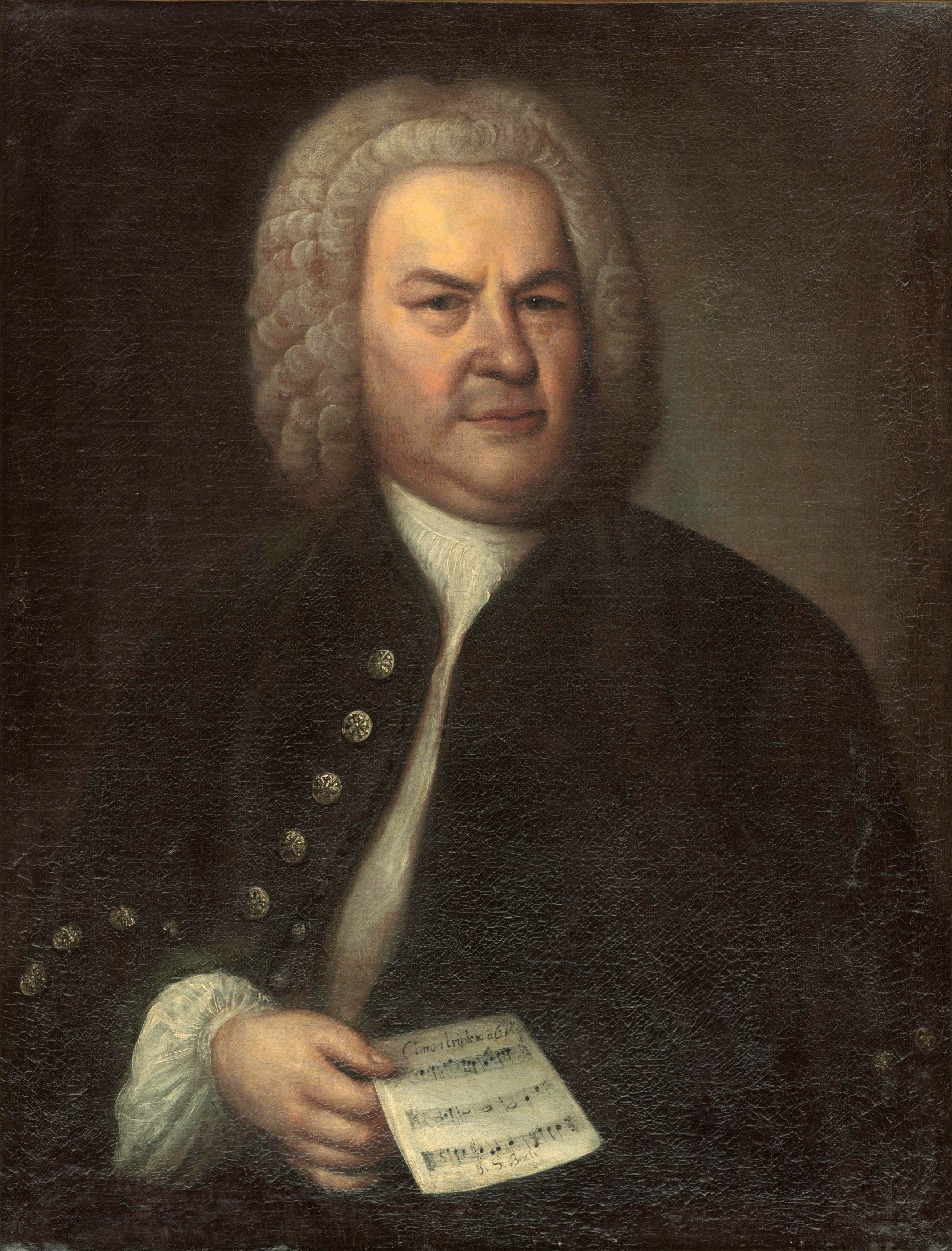
Haussmann, 1746.

Olio su tela (79,5 cm x 63,5 cm), recante sul retro la dicitura EG Haußmann pinxit 1746.
Nel 1747 Bach venne ammesso come quattordicesimo membro della Correspondierende Societät der musicalischen Wissenschaften di Lorenz Christoph Mizler, un'associazione di studi musicali fondata nel 1738. Secondo il regolamento della società ogni membro doveva donare alla sede della stessa un proprio ritratto, il quale sarebbe stato utilizzato come modello per delle incisioni che, insieme alle varie biografie dei soci, sarebbero apparse sulla Musicalische Bibliothek, la rivista ufficiale del sodalizio.
Al momento dell'adesione Bach consegnò un proprio ritratto realizzato nel 1746 da Elias Gottlob Haussmann. Nel quadro, Bach ha in mano il triplo canone enigmatico a sei voci BWV 1076. La società, infatti, prevedeva che i candidati presentassero un lavoro di tipo scientifico-matematico a testimonianza della propria erudizione.
Secondo una tradizione orale, dopo lo scioglimento dell'associazione, avvenuto nel 1755, il dipinto sarebbe stato donato da Lorenz Christoph Mizler a Wilhelm Friedemann Bach, il quale, intorno al 1800, lo donò o lo vendette ad August Eberhard Müller, assistente del cantor della Thomaskirche Johann Adam Hiller e poi suo successore. Müller, nel 1809, lo donò poi alla Thomasschule.
Il ritratto subì, nel corso degli anni, vari restauri, più o meno drastici: nel 1852 venne rinfrescato, e, nel 1879, il pittore Friedrich Preller il Giovane lo riverniciò pesantemente. Nel 1913 la Thomasschule lo diede in prestito permanente allo Stadtgeschichtliches Museum di Lipsia, dove subì ulteriori restauri e dove si trova tuttora. Nel 1960 venne esaminato dal Dresden Institut für Denkmalpflege, il quale confermò i numerosi interventi subiti.

## Haussmann, 1748

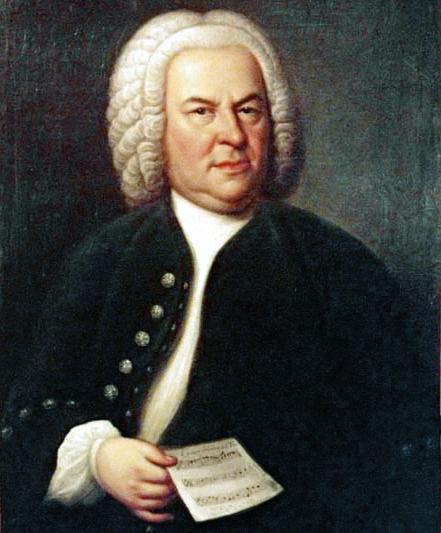
Haussmann, 1748.

Olio su tela (76,3 cm x 62,8 cm), recante sul retro l'iscrizione Hl. Johann Sebastian Bach C. M./ Dir. mus. Lips./ Hausmann pinx : Lips : 1748.
Questo quadro, copia del ritratto del 1746, è in condizioni decisamente migliori. Il volto appare più espressivo e le note sul manoscritto del canone sono più chiare. Ci sono alcune differenze rispetto al ritratto del 1746, riscontrabili nella posizione delle dita e nel gilet.
Il quadro sarebbe appartenuto a Carl Philipp Emanuel Bach, passando poi a Johann Christian Kittel. Successivamente, dopo la morte di quest'ultimo, venne acquistato presso un antiquario di Berlino dalla famiglia Jenke. Fu esposto per la prima volta in pubblico nel 1950 al Bach Festival di Gottinga, e, nel 1953, divenne proprietà di William Scheide. Il ritratto è tornato a Lipsia nel 2015.
Alcuni sostengono che questo sia il ritratto originale che Bach donò alla società di Mizler, e che il precedente sia la replica. In questo caso, le date dei due ritratti andrebbero invertite.

## Rentsch, 1715

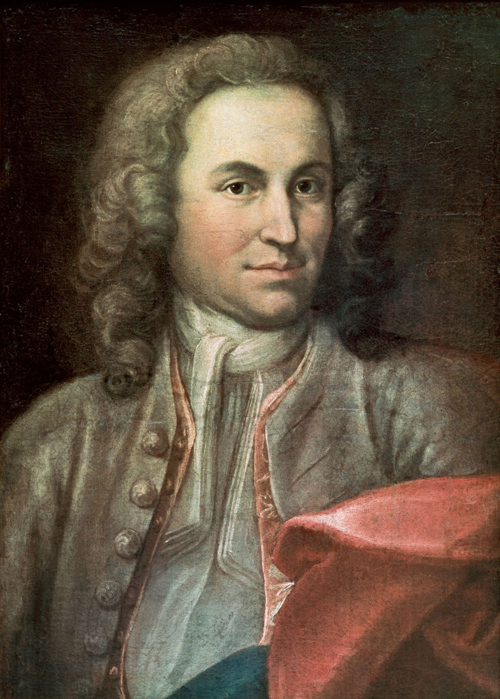
Rentsch, 1715.

Olio su tela (60 cm x 44 cm), senza firma, recante sul retro l'iscrizione Joh. Sebast. Bach / geb. d. 21. Mar. 1685 / zu Eisenach. La paternità del ritratto è attribuita al pittore Joachim Ernst Rentsch.
Il dipinto venne ritrovato nel 1877 in una soffitta a Erfurt e raffigurerebbe il giovane Bach intorno al 1715, periodo in cui era capellmeister presso la corte di Weimar. Restaurato, venne presentato da Alfred Overmann, direttore del museo cittadino di Erfurt, come un possibile ritratto autentico.
Successivamente, però, furono sollevati parecchi dubbi sulla sua autenticità. Alcune caratteristiche, come le sopracciglia, gli angoli della bocca e la forma del naso, potrebbero effettivamente riportare a Bach, ma non ci sono prove che la persona ritratta nel dipinto sia realmente lui. Attualmente si trova nel museo cittadino di Erfurt.

## Ihle, 1717-1723?

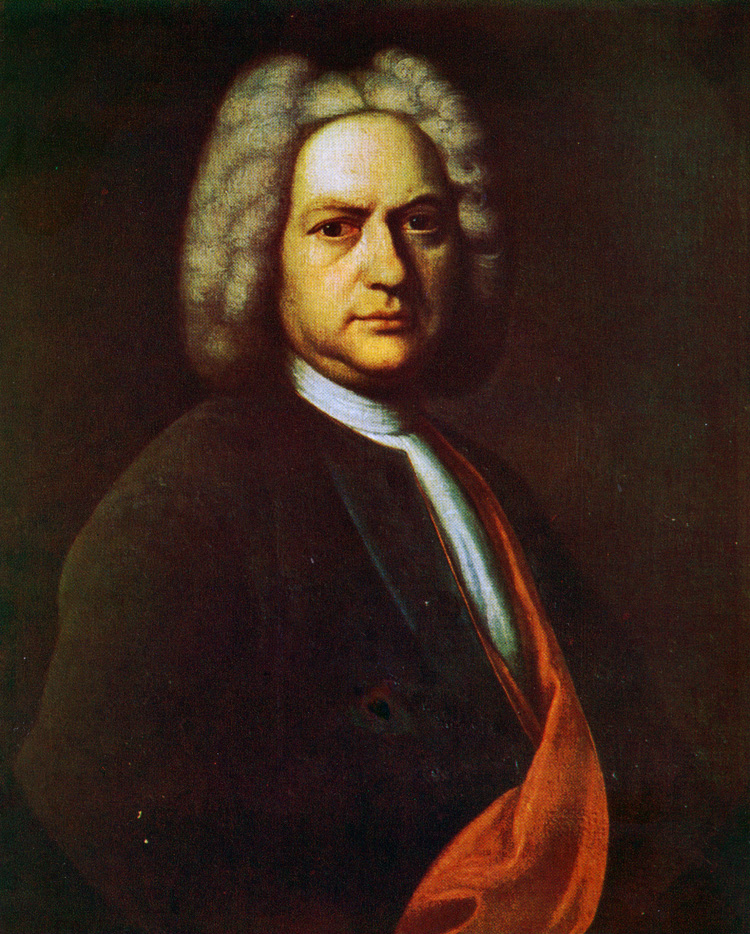
Ihle, 1717-1723?

Olio su tela (originariamente 82 cm x 66 cm, dopo il restauro ridotto a 78 cm x 63 cm) la cui firma, J.J. Ihle, venne asportata durante il restauro.
Il quadro, secondo alcuni, ritrarrebbe Bach fra il 1717 e il 1723, durante il suo mandato come capellmeister del principe Leopoldo di Anhalt-Köthen. Venne scoperto nel 1897 da Max Hartmann a Bayreuth, nella casa di un panettiere. Dopo il restauro fu acquistato da Oskar von Hase, direttore della Breitkopf & Härtel di Lipsia, e, nel 1907, venne donato al Bach-Museum di Eisenach, dove si trova attualmente.
La sua autenticità si basa solo su congetture e venne fortemente contestata, anche a causa della distanza geografica fra il ritrattista e il principe Leopoldo e alla difficoltà di conciliare le date di possibile realizzazione (1717-1723) con l'età dell'artista (1702-1774).

## Bach, 1732-1736?

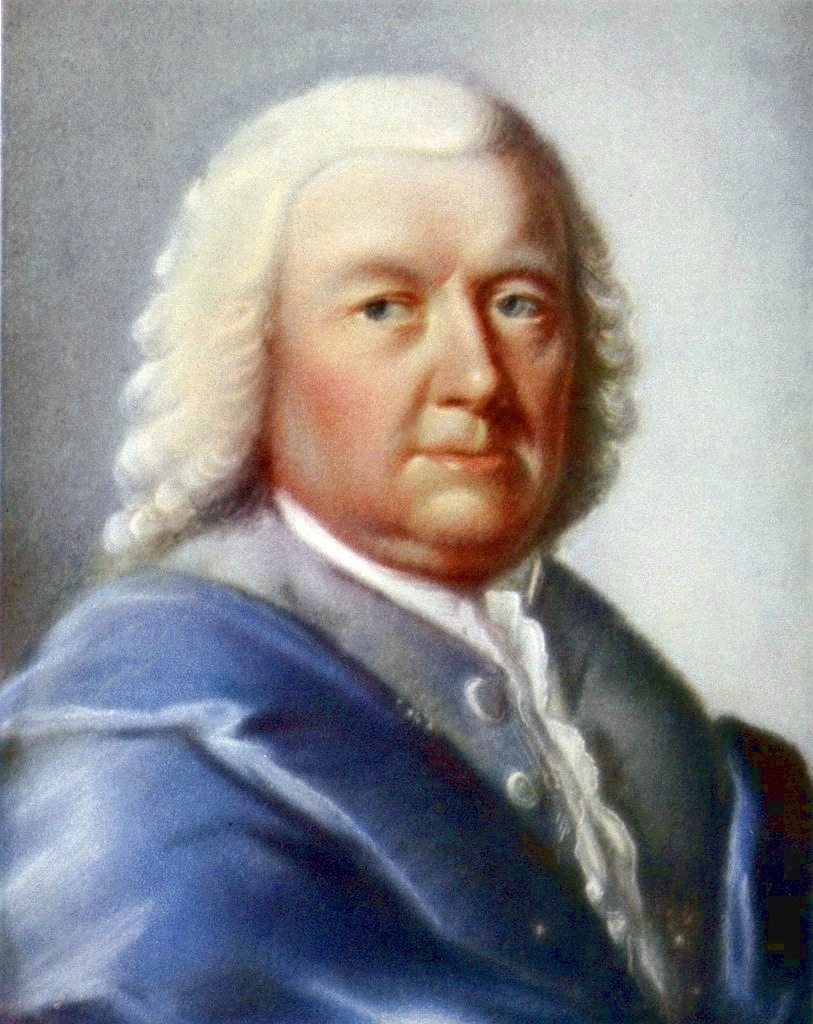
Bach, 1732-1736?

Pastello (16 cm x 13 cm) eseguito forse da Gottlieb Friedrich Bach (1714-1785), cugino di Johann Sebastian, durante una sua visita a Lipsia.
Carl Philipp Emanuel Bach, figlio di Johann Sebastian, in una lettera a Johann Nikolaus Forkel parlò di un piccolo ritratto a pastello raffigurante il proprio padre, definendolo «un bel pastello, molto somigliante». Benché non sia firmato e sia collegato a Bach solo da una tradizione orale, è possibile che questo sia il pastello al quale si riferiva Carl Philipp Emanuel.
Nel corso del XIX secolo venne ereditato dai membri del ramo di Meiningen della famiglia Bach. Karl Bernhard Paul Bach (1878-1968) dichiarò che il pastello era opera del suo antenato Gottlieb Friedrich Bach, figlio di Johann Ludwig Bach, maestro di cappella presso la corte di Meiningen, e che venne realizzato presumibilmente quando Gottlieb Friedrich Bach visitò Lipsia nel 1732.
Il musicologo Heinrich Besseler sostiene che la giacca azzurra sia la divisa da compositore della corte di Dresda, e che quindi il ritratto sia databile intorno al 1736, quando Bach ricevette quel titolo dal re Augusto III. Benché Bach avesse gli occhi castani, la persona ritratta nel pastello li ha azzurri. Questo, forse, può indicare che il pastello non sia stato eseguito dal vero, bensì sia stato realizzato basandosi su schizzi disegnati precedentemente.
Conrad Freyse pone alcuni dubbi circa la datazione dell'opera, preferendo attribuirne la paternità al pittore Johann Philipp Bach (1752-1846), figlio di Gottlieb Friedrich Bach. Secondo Freyse, Johann Philipp Bach avrebbe realizzato il pastello intorno al 1780, forse prendendo come modello uno schizzo effettivamente realizzato da suo padre a Lipsia decenni prima. Esposto pubblicamente per la prima volta nel 1950 da Karl Geiringer, il pastello si trova attualmente a Monaco di Baviera in una collezione privata.

## Artista sconosciuto, 1749-1750?

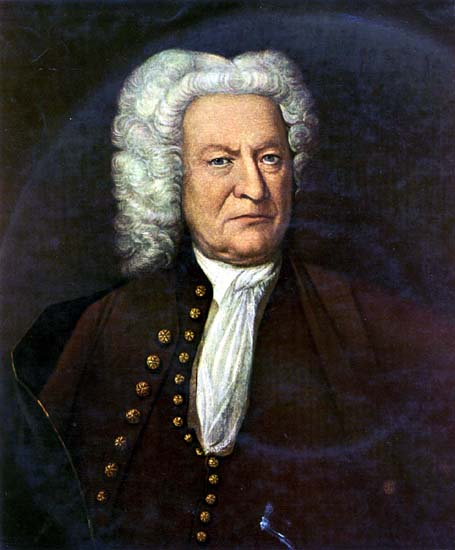
Artista sconosciuto, 1749-1750?

Olio su tela (73 cm x 59 cm) di artista sconosciuto.
Senza firma e senza nome del soggetto, il dipinto venne scoperto da Fritz Volbach (1861–1940) nel 1903. L'anatomista tedesco August von Froriep ne sostenne l'autenticità nel 1909 comparando dettagli del cranio, ma nonostante questo l'autenticità di questo quadro è fortemente contestata per il fatto che Bach non raggiunse mai l'età avanzata della persona ritratta.
Altre fonti di contestazione nascono dalla forma della parrucca, fuori moda negli anni 1749-1750. Solo poche caratteristiche, come la blefarocalasi, ricondurrebbero a Bach. Si tratta, probabilmente, di uno sconosciuto notabile di Lipsia, e non di Bach.

## Artista sconosciuto, 1740?

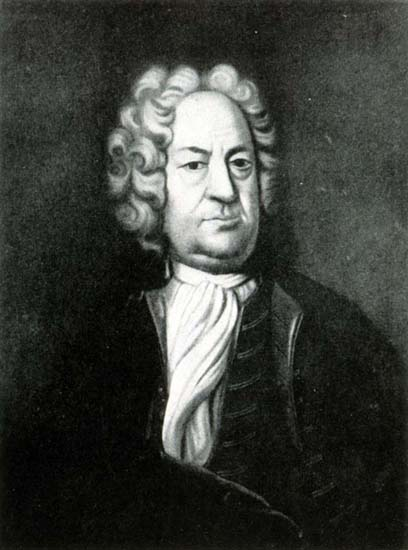
Artista sconosciuto, 1740?

Olio su tela (83 cm x 65 cm) di artista sconosciuto.
Benché sul retro ci fosse l'iscrizione Joh.Seb.Bach, il confronto con i ritratti autentici lascia perplessi. Sono del tutto diverse, infatti, forma della testa e particolari del viso. Questa tela, appartenente a una collezione privata di Berlino, andò distrutta durante la seconda guerra mondiale.

## Artista sconosciuto, 1730-1735?

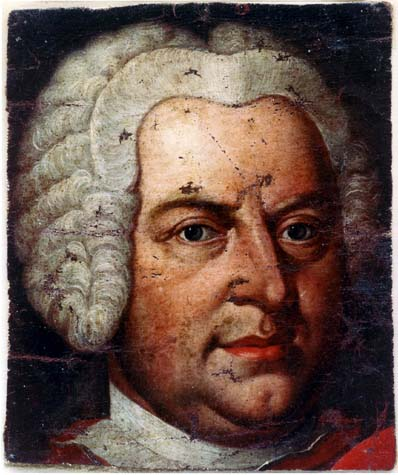
Artista sconosciuto, 1730-1735?

Olio su tela (28,2 cm x 23,1 xm), senza firma.
Poco si sa di questo quadro, noto come Frammento Weydenhammer dal nome della famiglia che ne è attualmente in possesso. Dipinto da un artista sconosciuto fra il 1730 e il 1735, è stato indicato come ritratto di Johann Sebastian Bach per via di alcuni particolari del viso.
Il quadro, che forse appartenne a Johann Christian Kittel, allievo di Bach, mostra la vernice un po' abrasa dal tempo ed era sicuramente di dimensioni più grandi, ma ci è pervenuta solamente la testa. L'identificazione con Bach non è certa, ma lo storico dell'arte ed esperto di Bach Teri Noel Towe lo considera un ritratto autentico.

## Boetius, 1736

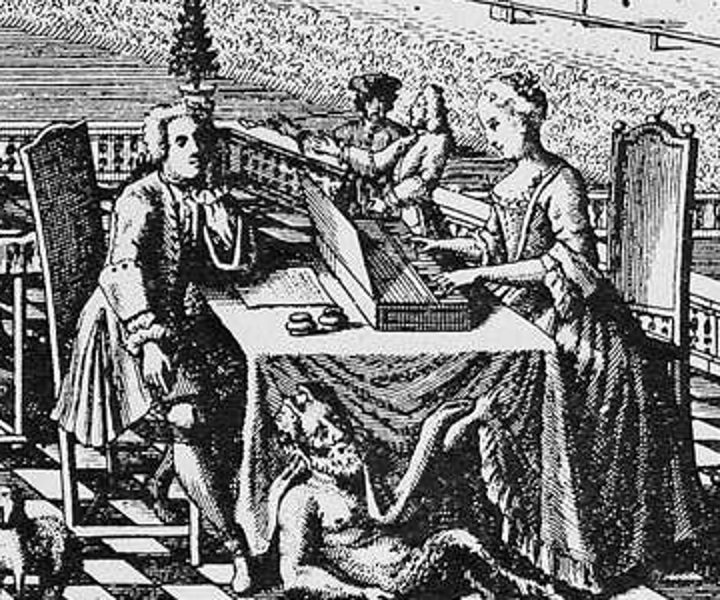
Boetius, 1736.

Incisione di Christian Friedrich Boetius del 1736.
Il particolare nell'immagine fa parte di un'incisione più grande, raffigurante la città di Lipsia nel 1736. L'incisione venne pubblicata nella prima pagina del Singende Müse an der Pleisse, una raccolta di canzoni edita nel 1736 da Johann Sigismund Scholze. Teri Noel Towe ritiene che vi sia la concreta possibilità che le due persone ritratte possano essere Johann Sebastian Bach e sua moglie Anna Magdalena.

## Denner, prima metà del XVIII secolo

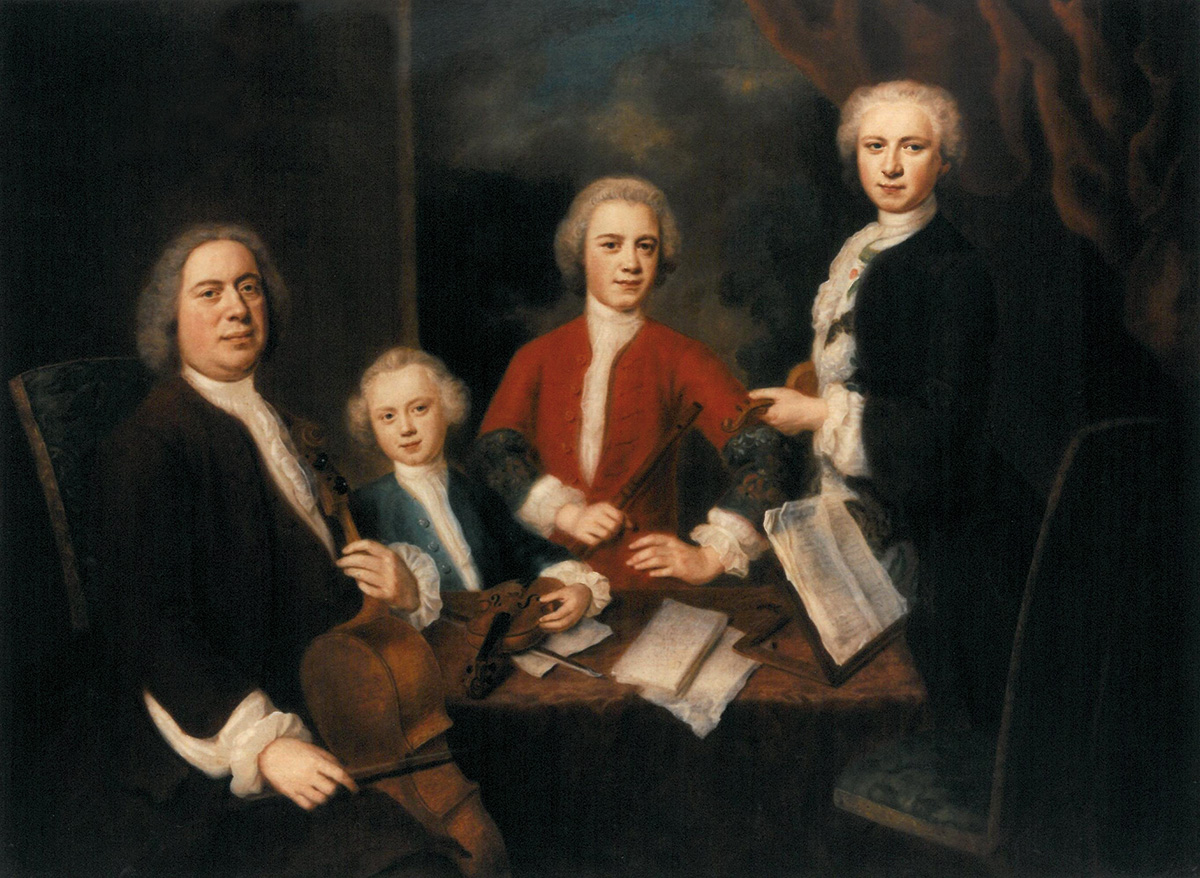
Denner, prima metà del XVIII secolo.

Olio su tela attribuito a Balthasar Denner, senza data.
Nonostante venisse considerato il ritratto di Johann Sebastian Bach con tre dei suoi figli, l'uomo sulla sinistra non mostra alcuna somiglianza con i ritratti considerati autentici. Lo studioso Teri Noel Towe sostiene che il quadro non ritragga la famiglia Bach, bensì raffiguri il gambista Christian Ferdinand Abel con i suoi figli.

## David, 1791

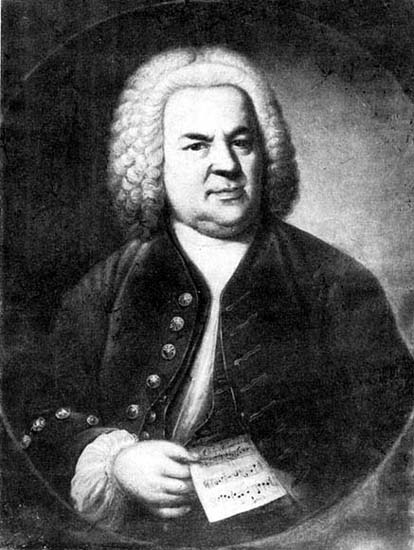
David, 1791.

Olio su tela (87 cm x 65,5 cm) di Johann Marcus David, recante la dicitura copirt nach Haußmann 1746 / J. M. David 1791 / Ex collectione G. Pölchau 1816.
Il dipinto, realizzato nel 1791, era una copia dei ritratti autentici eseguiti da Elias Gottlob Haussmann. Somigliava al ritratto del 1746 per quanto riguarda le caratteristiche del vestito e a quello del 1748 per il viso. Per quanto riguarda la sua origine, poteva essere stato commissionato da Johann Friedrich Reichardt (1752-1814), noto per essere stato in possesso di un ritratto di Bach, e, dopo di lui, il dipinto potrebbe essere passato a Georg Pölchau. Il quadro, conservato a Berlino, andò distrutto durante la seconda guerra mondiale.

## Artista sconosciuto, prima metà del XVIII secolo

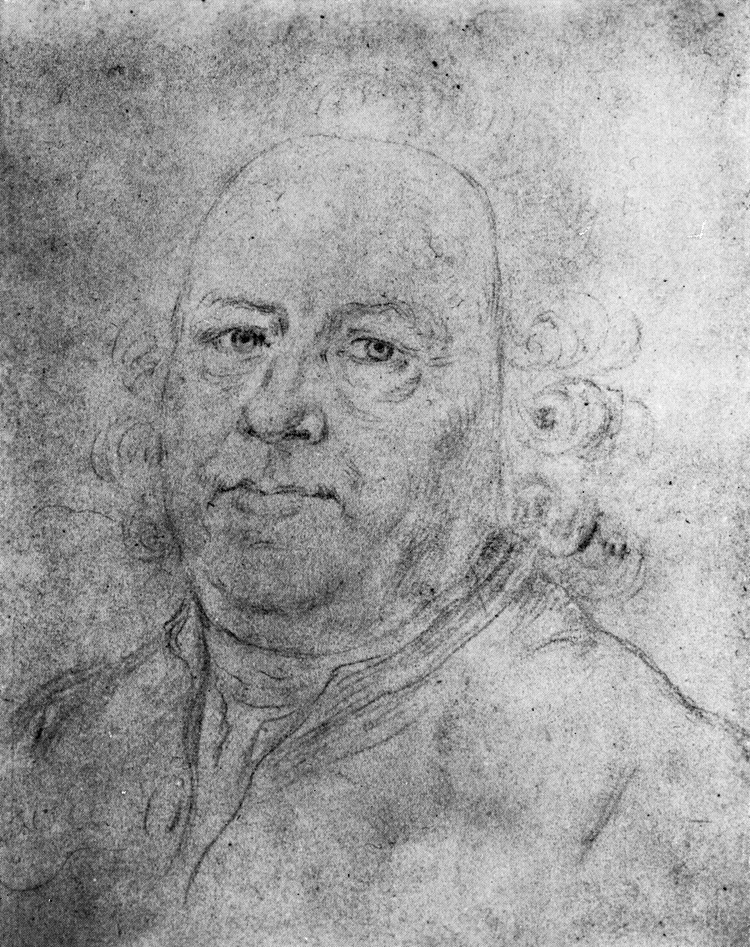
Artista sconosciuto, prima metà del XVIII secolo.

Disegno a matita su carta (9,4 cm x 7,2 cm), senza firma, con l'iscrizione Job.Seb.Bach sul retro.
Questo disegno venne acquistato da Erich Fiala nel 1937 presso un antiquario di Parigi e fu reso pubblico per la prima volta nel 1958. Fu considerato, sulla base delle caratteristiche del viso, autentico. Altri, invece, mettono in dubbio la sua reale identificazione con Bach. Attualmente è conservato presso la collezione privata di Fiala a Vienna.